# Єлховка (Тоцький район)
Єлхо́вка (рос. Елховка) — село у складі Тоцького району Оренбурзької області, Росія.

## Населення
Населення — 1 особа (2010; 24 у 2002).
Національний склад (станом на 2002 рік):
- росіяни — 96 %